# 渴望生活 (电视剧)
《渴望生活》（英語：City Of Desire），又名欲望之城，為中国偶像剧。由吴秀波、Angelababy领衔主演。

## 播出时间
| 频道                  | 所在地   | 播映日期 | 播出时间 | 备注 |
| --------------------- | -------- | -------- | -------- | ---- |
| Astro双星 Astro双星HD | 马来西亚 | 2021年   |          |      |

## 演员列表

### 主要演员
| 演員       | 角色   | 介紹 |
| 吴秀波     | 江年华 | 江年華是靠個人奮鬥實現了財富自由的天使投資人，因機緣巧合結識的林儷成了無話不說的藍顏好友，而他也從兩人的相識逐漸轉運。                                                                   |
| Angelababy | 林俪   | 任職於全景公司的林儷為升職加薪實現職業理想而奮鬥，和王陽屢陷情感矛盾，倒是因緣巧合結識的江年華成了她越發聊得來的藍顏好友，而江年華也從兩人的相識中逐漸轉運，昔日的失意者重新煥發了光芒。 |

### 其他演员
| 演員   | 角色   | 介紹                                                       |
| 任重   | 王阳   | 林儷大學學長兼林儷的男友，和林儷屢陷情感矛盾。事業心極強。 |
| 朱珠   | 乔娜   | 江年華好友，全景公司CEO，是個事業心極強的女強人。          |
| 倪虹洁 | 靳小令 |                                                            |
| 王阳   | 任重   |                                                            |
| 何蓝逗 | 岳越   | 喬娜資助的貧困學生                                         |
| 王艺哲 | 丽莎   | 林儷助理                                                   |
| 朱嘉琦 | 艾伦   | 王陽助理                                                   |
| 爱戴   | 蓝红   |                                                            |
| 翟天临 |        |                                                            |
| 张棪琰 | 沈美云 |                                                            |
| 马德钟 | 班尼   |                                                            |
| 海一天 | 廖长亭 |                                                            |
| 程莉莎 |        |                                                            |
| 施京明 |        |                                                            |
| 张衣   |        |                                                            |